# Đế Ly
Đế Ly (帝釐) hay Đế Lai (chữ Hán: 帝來) hoặc Đế Khắc (帝克) được xem là vị vua thứ sáu của Thần Nông thị được ghi trong huyền sử Trung Quốc. Theo Tư Mã Trinh bổ sung vào Sử ký phần Tam Hoàng bản kỷ và Tư trị thông giám thì tên ông là Ly, là con của Đế Trực và là cháu nội Đế Minh. Các sách khác, như Thái Bình ngự lãm (dẫn Đế vương thế kỷ), Thông giám tục biên hay Sử toản thông yếu đều chép tên ông là Lai. Sách Tư trị thông giám và Thông giám tục biên còn gọi ông là Khắc, con trai của Đế Nghi (còn được gọi là Đế Trực). Cả Tư trị thông giám và Thông giám tục biên đều chép là ông làm vua 48 năm. Đế Lai nạp con gái Xích Thủy thị là Thính Yêu làm phi.
Theo sách Đại Việt sử ký toàn thư của Ngô Sĩ Liên thì Đế Lai từng đem binh xuống phương nam tuần du nước Xích Quỷ mang theo cả con gái, Lạc Long Quân lấy con gái của Đế Lai là Âu Cơ, đẻ ra trăm con trai (tục truyền là đẻ ra trăm trứng), là tổ của Bách Việt.
Sau khi Đế Ly tạ thế con là Đế Ai kế nhiệm.